# 2016年中国南方水灾
2016年中国南方水灾是指自2016年6月30日以来发生在中国长江中下游沿江地区及江淮、西南地区东部等地因持续强降雨而引发的严重水灾，主要為長江水災。截至7月8日9时统计，因强降雨而引发的洪涝、滑坡、泥石流等灾害已造成江苏、安徽、江西、河南、湖北、湖南、广西、重庆、四川、贵州、云南11个省（自治区、直辖市）3100.8万人受灾，164人死亡，26人失踪。安徽和湖北两省受灾最为严重。

## 成因
中央气象台首席预报员张涛表示自6月30日开始的强降雨主要是由于冷暖空气交汇所致。6月下旬江淮地区在进入梅雨季节。一方面来自南海的季风与来自孟加拉湾的南亚季风北上，两股季风在副热带高气压带西侧汇合，形成低空急流并向北不断输送水汽；另一方面，来自北方的弱冷空气也不断南下，因副热带高气压带比较稳定，这一冷一暖的空气势均，所以在在长江中下游沿江地区到淮河一带交汇后形成了稳定而持续的雨带。
自第1号台风“尼伯特”影响结束后，副热带高气压带逐渐向西延伸，这一过程中加强了西南暖湿气流。自7月13起的新一轮强降雨是由于高空槽东移，在槽前产生了降水。同自6月30起的强降雨那样，北方的冷空气不断南下，与南部的暖空气在长江中下游一带剧烈交汇，再次产生了强降雨。同时7月正值夏季风盛行期，对流活跃，增加了降雨过程。

## 降雨量
长江中下游地区本轮降雨为入汛以来最强，强度为特强。6月30日8时至7月5日6时，江淮大部、江汉中东部、江南北部及重庆北部、贵州东部和南部、广西北部和东南部等地降雨100－300毫米，湖北东部、安徽中南部及河南信阳，江苏南京和常州、泰州，江西宜春和九江，湖南益阳和岳阳，广西防城港等局地400－600毫米，湖北红安县北部局地809毫米、南部局地674毫米，上述地区降雨100毫米以上的面积约50万平方公里。武汉的周降雨量突破历史记录最高值，6月30日20时至7月6日15时累计雨量574.1毫米，突破1991年7月5日至11日7天内降下542.8毫米的记录。

## 汛情
受6月30日以来强降雨影响，7月1日和3日在长江上游和中下游先后形成了1号洪峰和2号洪峰，长江中下游干流和洞庭湖、鄱阳湖全线超过警戒水位，长江多条支流超过警戒水位，长江干堤、两湖堤防、其他支流堤防多处发生险情。据长江防汛抗旱总指挥部副主任陈敏表示在此次强降水期间长江流域共有近140条河流200多站发生过超警戒以上洪水，其中有21条河流21站暴发了前所未有的洪水，截至7月11日在长江中下游干流、两湖湖区及长江下游部分水系的洪水灾害并未退去。此外，强降雨还导致太湖水位超过警戒线，至11日8时水位已上涨至4.82米，未来可能会接近于历史最高水位4.97米。

## 灾情和影响

### 灾情统计
截至2016年7月8日9时统计，6月30日以来，因各地强降雨而引发的洪涝、风雹、滑坡、泥石流等灾害已造成江苏、安徽、江西、河南、湖北、湖南、广西、重庆、四川、贵州、云南11省（自治区、直辖市）86市（自治州）440个县（市、区）3100.8万人受灾，164人死亡，26人失踪，199.3万人紧急转移安置，106.4万人需紧急生活救助；7.3万间房屋倒塌，39.8万间不同程度损坏；农作物受灾面积2701.4千公顷，其中绝收673.6千公顷；直接经济损失670.9亿元。强降雨所带来的洪灾主要集中在长江流域的浙江、贵州、湖南、湖北、江苏以及安徽，其中安徽和湖北两省受灾最为严重。
| 省份           | 受灾人数（万人） | 直接经济损失 |
| -------------- | ---------------- | ------------ |
| 湖北省         | 1265.5           | 236.3亿元    |
| 安徽省         | 741.5            | 219亿元      |
| 湖南省         | 586.5            | 100.4亿元    |
| 江西省         | 147.1            | 22亿元       |
| 江苏省         | 98               | 40.1亿元     |
| 贵州省         | 67.3             | 38.2亿元     |
| 重庆市         | 56               | 6.9亿元      |
| 四川省         | 26.9             | 3.1亿元      |
| 河南省         | 13.4             | 8.1亿        |
| 云南省         | 21.1             | 3.3亿元      |
| 广西壮族自治区 | 7.4              | 8200余万元   |

### 内涝
强降雨导致武汉、南京等长江中下游多个沿江城市遭遇严重内涝。

### 铁路
多地强降雨导致京九、京广、川黔、内昆铁路部分路段出现严重水害，造成大量列车晚点。

#### 成渝铁路
2016年6月27日，因前段时间持续降雨，岩土含水量饱和，成渝铁路重庆境内突发山体溜坍中断行车。6月28日，成都铁路局对30余趟旅客列车采取缩短、迂回、停运等方式组织运输，并及时疏散了滞留旅客。7月3日，抢险人员对成渝铁路两侧危及行车安全的山体土石进行开挖清理，浇筑混凝土挡墙155米，完成了抢修主体工作。7月4日18时10分，K1581次列车通过水害路段，标志着成渝铁路顺利抢通。

#### 合九铁路
6月28日上午，合肥工务段甘露线路工区职工在巡查时，发现合九线K17+200～500米处洪水漫过路肩，随后该路段进行了限速处理。车间掌握信息后，从附近安庆西线路工区和月形山线路工区抽调25名人员投入抢险战斗。6月30日12时30分，合九线瓜形至天柱山K154+400～500米区间线路左侧路堤坡脚破损，导致路基下沉开裂，长度45米，高度10米，影响行车安全。该线14时53分登记限速45公里/小时，并安排人员24小时看守，采取堆码编织袋、打桩加固等安全措施。7月1日10时53分，合九线肥西至丰乐K18+800～K20+000米区间两侧地势低洼，出现水漫道床，随后列车限速运行；当日17时15分，合九线柯坦至黄荆苯K85+150米处6根枕木头道砟被水卷走，导致一侧枕木头悬空，工务部门值守人员立即封锁区间，组织抢险，列车限速运行。

#### 川黔铁路
6月29日15时左右，受持续降雨影响，重庆綦江境内川黔铁路赶水站至岔滩站间边坡出现变形并继续发展。受此次水害影响，途经川黔铁路运行的10余趟旅客列车停运、迂回、折返。铁路部门同时通过公路安全转运滞留旅客。但由于川黔铁路年久失修，之前已发生过多次线路事故，完全抢通需要到2016年9月，期间所有上行车运行至遵义折返。

#### 京九铁路
7月1日15:15，京九铁路泗店至西张店区间因水害发生铁路供电设备故障，线路中断造成多趟旅客列车晚点。同时由于京九铁路南昌站至阜阳站区间的机车交路由南昌铁路局南昌机务段垄断，水害导致的列车晚点使大量的火车司机滞留在外，造成机车乘务员紧张，因此出现了机务段管理层人员临时出乘的现象。
武汉铁路局武汉供电段立刻组织3支应急抢修队伍、56名抢修人员、6台应急抢修车辆开展抢修工作，但由于罗铺至麻城区间水害严重，麻城站车站站场和站前广场更是被水淹没，抢修人员无法前行到水害地点开展抢修，紧急向附近舟桥旅官兵求援，舟桥旅立即派出3条冲锋舟汇同抢险人员全力奋战，罗铺站、泗店站、西张店站于7月2日00：20左右恢复供电。

#### 长荆铁路
7月1日下午，湖北长荆线钟祥至冷水镇区间因大暴雨发生铁路路基边坡溜塌。荆门桥工段立即成立了20支抢险小分队，投入人力820人，采取对溜坍进行清理打桩，堆码草袋，彩条布覆盖等方式，进行边坡抢险加固整治，检查线路几何尺寸、疏通排水设施等措施，并出动轨道车、单机巡查加强检查，经过5个多小时的奋战，长荆线路以最快速度抢通恢复行车。

#### 宁铜铁路
7月3日，宁铜线上慈湖和馬鞍山区间的慈湖河大桥钢梁被淹，所有从芜湖经馬鞍山、南京方向的普速列车均无法正常通行；同日，皖赣线八里湾地区连续降雨量263毫米，河水猛涨。18时14分，皖赣线上行竹丝桥水漫支座，18时24分起皖赣线K6+800～K7+000米处列车限速25公里/小时运行。
为防止线路中断，上海铁路局临时调用货车车底开往大桥上以防止大桥被洪水冲垮；因水害涉及停运、折返的列车数达27列，约有5000多名乘客在芜湖站通过上海铁路局开行的宁安高铁的热备车底陆续接受转运前往马鞍山东、南京南方向，部分经由宁铜线北上的列车改由淮南线、水蚌线迂回运行，从南京站南下的列车则经由京沪线、沪昆线绕行，中途不办理客运业务。7月10日17：50分，压桥货车离开，线路陆续恢复正常。

#### 内昆铁路
7月6日凌晨1时许，受云南省境内暴雨影响，内昆铁路小儿坪站至滩头站区间181公里处的左侧棚洞被泥石冲毁，造成约400方土石溜坍，200余方土石涌上轨道。与此同时，小儿坪站至铜鼓溪站、普洱渡站至临江溪站等多个区间也相继发生水害。
险情发生后，成都铁路局封锁了区间，扣停在途的旅客列车，调集400余名抢险人员和数台挖掘机等抢险机具分赴水害现场开展抢修。7月7日上午8时30分，内昆铁路逐渐恢复通车。

#### 京广铁路
2016年7月9日，河南新乡遭受特大暴雨，自凌晨2点30分开始6小时雨量329毫米，造成京广铁路新乡站南北区间积水漫过铁轨。同时，京广铁路河南段、太焦铁路、新菏铁路、新月铁路部分区段出现水侵钢轨、道床冲空、边坡溜塌、线杆倾斜等现象。
为保证列车安全，郑州铁路局对京广铁路新乡段上下行采取封锁措施，致使京广铁路中断5个小时，有20多趟经过京广铁路新乡管内的列车停运或在附近车站停留待避，京广高铁新乡段限速每小时120公里。险情发生后，郑州铁路局组织近万名职工对受损严重的路基地段打入角钢桩，并用片石等抢险材料对受损的道床和路肩根基进行了加固。至7月10日京广铁路已恢复通车。
暴雨导致京广铁路终点北京西站大部分列车晚点超过6个小时到达，造成大量旅客退票，北京西站的退票和售票大厅临时启动限流措施；同时为了减少退票压力，北京铁路局将退票时限从原先的5日内临时调延长到10日内。暴雨同时导致了7月9日傍晚始发的Z49次、T50次、Z5次、Z201次、T167次等19趟列车停运；但于7月9日夜间、10日凌晨加开临客，这些临客使用原先晚点的车底开行，并在原车次前使用“Z40XX”、“T30XX”、“K40XX”等临客车次前缀：比如北京西至南宁的Z4005次列车是使用原先停运的Z5次列车车底、乘务开行。

#### 焦柳铁路

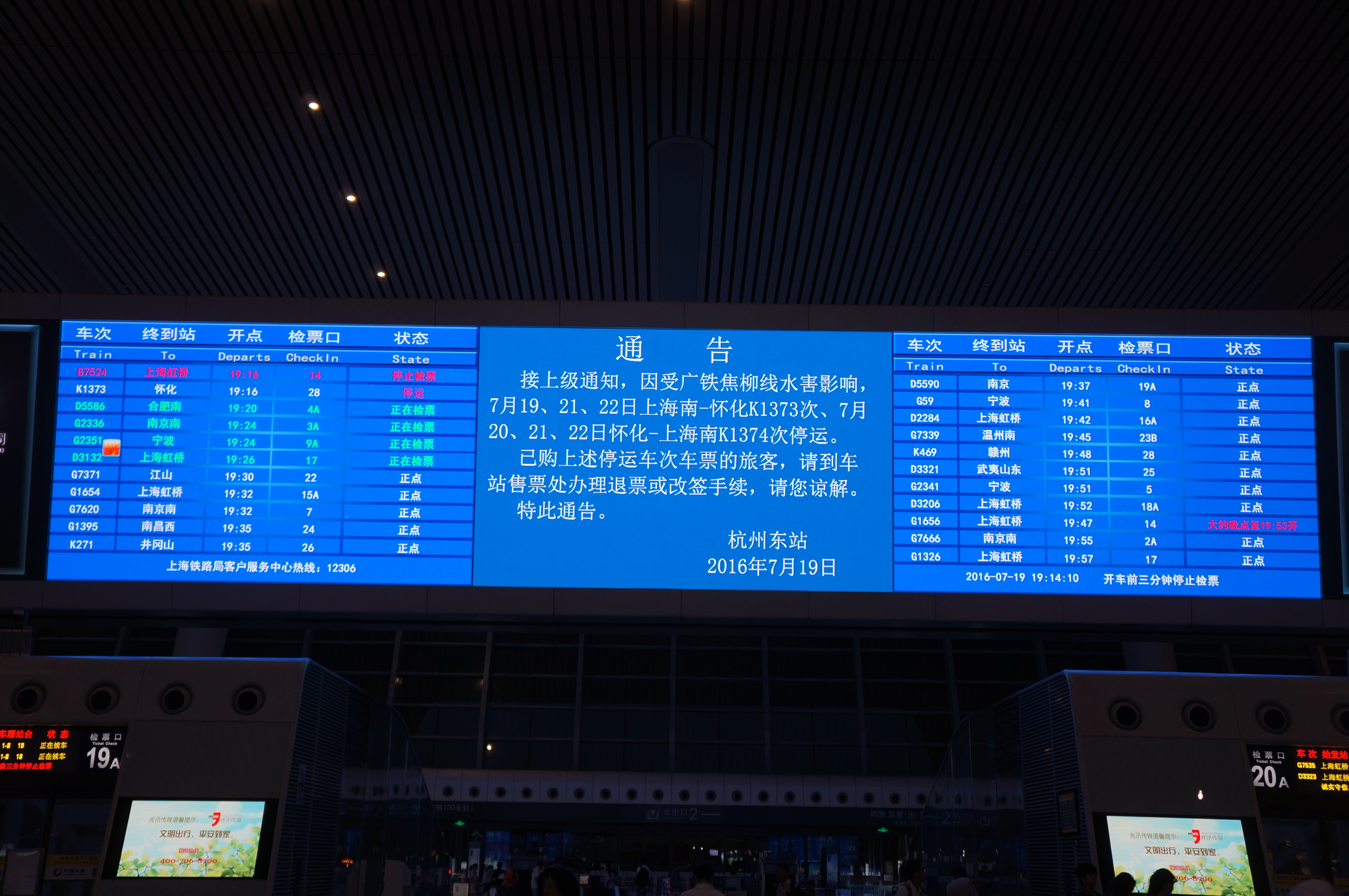
杭州东站显示屏告示关于因焦柳铁路水害而造成相关列车停运的通告

## 应对和救灾

### 政府
6月30日18时，中央气象台发布了2016年中国首个暴雨橙色预警，预计6月30日至7月4日，西南地区东部、江汉、黄淮南部、江淮、江南西部和北部沿江等地将遭遇大暴雨，局地将有特大暴雨，并伴有短时雷暴大风等强对流天气。
国家防汛抗旱总指挥部自6月30日14时起启动了防汛Ⅲ级应急响应，并于7月4日发出《关于进一步加强长江流域巡查防守工作的紧急通知》，要求长江中下游沿江各省加强长江干支流重要堤防巡查防守。江苏、安徽、湖南三省防汛抗旱指挥部启动了防汛Ⅱ级应急响应，湖北、江西两省防汛抗旱指挥部启动了防汛Ⅲ级应急响应。7月5日，中国国家减灾委员会、民政部针对湖南、贵州两省出现的严重暴雨洪涝灾情紧急启动了国家Ⅳ级救灾应急响应。
7月5日上午，国务院总理李克强在国务院副总理汪洋、国务委员杨晶陪同下飞赴安徽、湖南考察长江淮河流域防汛抗洪和抢险救灾工作，李克强指示一定要把保障人民生命和财产安全放在第一位。
7月13日，湖北省委常委（扩大）会议研究决定为应对汛情以及省境内面积第二大、蓄水量第一的梁子湖流域严峻防洪形势，对梁子湖与牛山湖之间3.7公里隔堤实施爆破作业（破垸分洪）。7月14日爆破作业顺利进行，梁子湖水位为此下降至保障水位，同时此举也起到了修复湖泊水生态系统的作用。

### 军队
汛情发生后，中国人民解放军和武警部队调集官兵赶赴湖北、安徽、江苏、江西等地参与防汛救灾工作，协助地方转移受困群众，排除各类险情，加固河堤危险地段。

### 三峡大坝
为减轻长江中下游防洪压力，三峡大坝自7月6日9时起调低出库下泄流量，从原来的日均31,000立方米每秒，减少至日均25,000立方米每秒。7月7日，长江防汛抗旱总指挥部再次下达调度令，要求三峡水库减少下泄量，由原来的25,000立方米每秒减少至20,000立方米每秒。

## 争议和质疑
- 武汉市政府曾于2013年通过了《武汉市中心城区排水设施建设三年攻坚行动计划》，声称从2013年至2015年将投资约130亿元改造中心城区排水系统，三年后达到能抵御200毫米/24小时或50毫米/1小时的特大暴雨、“中心城区城市功能基本不受渍水影响”的目标[38][39]，但此次降雨依然导致武汉发生严重内涝。对此，武汉市水务局排水处解释称，一是因为武汉本身的地势较低，不利于排水；二是此次降雨量突破极值，几天连续降雨形成累积；三是武汉市的排水系统建设标准偏低，很容易渍水[40]。而2013年规划的《攻坚计划》由于涉及征地拆迁、前期工作多、只能在非汛期施工等诸多原因而实施滞后，规划投资的130亿只花了40多个亿[39]。另外，武汉许多原本承担蓄水、分洪功能的湖泊、湿地在城市扩张过程中不断被填塞挤占也被认为是渍水严重的原因之一[5][41]。

- 7月1日晚8时许，武汉市新洲区凤凰镇郑园村陶家河湾举水河西圩院发生溃口，口门70多米[42]。溃口发生后，当地村民称，举水西堤已有20多年没有加固，当地官员也承认确实年久失修[43]，而武汉水利堤防中心和武汉市水务局各一名已落马官员也曾被指控牵涉举水堤整险加固工程[44]。

- 长江中下游地区出现水灾后，社交网络上有用户对三峡大坝的防洪能力提出质疑。对此，《环球时报》微信公众号于7月6日刊出题为《三峡大坝挡得了洪水，却挡不住某些人脑子里的水》的文章进行了反驳，指出位于上游的三峡大坝无法阻止武汉、安徽、江苏等地因持续特大暴雨而出现的洪水问题，只能是尽力抵挡上游而来的洪水，不让下游的情况继续恶化[45]。水利专家也指出，洪涝主要是由长江中下游本地降雨造成，不在三峡大坝的控制范围内；三峡大坝对上游洪水进行拦蓄削峰，调低下泄流量，避免了长江上游的洪水与中下游洪水叠加，减轻了长江中下游的防洪压力[46]。